# Százhalombatta
Százhalombatta (in serbo Сазхаломбата) è una città di 18.226 abitanti situata nella contea di Pest, nell'Ungheria settentrionale. Si può trovare una piccola comunità di serbi, che un tempo erano la maggioranza nell'ófalu (città vecchia) ma ora sono ridotti ad una piccola minoranza, e che hanno anche una propria chiesa. Per favorire l'uso della lingua serba i cartelli stradali nell'ófalu sono bilingui (ungherese-serbo).

## Amministrazione

### Gemellaggi
- Sovata
- Sannazzaro de' Burgondi
- Brzesko